# Marina Semyonova
Marina Timofeyevna Semyonova (em russo:  Марина Тимофеевна Семёнова) foi uma a célebre bailarina russa 

## Carreira
Marina iniciou sua carreira no teatro Kirov da cidade São Petersburgo e, no ano de 1930 passou a fazer parte do Bolshoi, onde permaneceu até 1952. No final de sua carreira, dedicou-se ao ensino, recebendo o título de "artista popular da União Soviética" no ano de 1975.